# Quirin Müller
Quirin Maximilian Müller (* 2. dubna 1984 Pasov) je bývalý německý rallyový jezdec.

## Život
Quirin Müller navštěvoval Adalbert-Stifter-Gymnázium v Pasově. K závodění se dostal přes motokáry.

## Úspěchy
V letech 1999 až 2001 několikrát vyhrál dolnobavorský šampionát v motokárách v kategorii jednotlivců a také s týmem dolnobavorského ASC Tiefenbach plus regionální přebor Jižního Bavorska. V motokárovém slalomu vyhrál německý ADAC Kart slalom v roce 2000.
V roce 2001 se kvalifikoval do propagačního týmu BMW ADAC na závodním okruhu Oschersleben. V BMW ADAC Championship 2002, formulové závodní sérii, kterou vyhrál Nico Rosberg, se dostal na 8. místo v klasifikaci nováčků.
V roce 2003 jezdil v ADAC VW Lupo Cup, což byla série cestovních vozů. V 7 závodě na Nürburgringu dosáhl svého prvního vítězství v Lupo Cupu. V letech 2004 a 2005 jezdil, draftovaný Arminem Schwarzem na A1-Ringu, za Red Bull Rallye Team, za který jezdil v Mitsubishi Lancer Evo, v roce 2004 nejprve s Timo Gottschalkem v Evo VI, pak s Klausem Wichou na Evo VI a Evo VII. V roce 2005 jel s Rakušanem Peterem Müllerem v Evo VIII. Jeho nejlepším výsledkem bylo 4. Místo na ADAC Rallye Oberland v Peitingu v březnu 2005. V Rakouském mistrovství v rallye 2005 dojel na bodovaných příčkách ve skupině N na IQ Jänner rallye a později též na Rally Lavanttal. V týmu Red Bull se Quirin Müller nedokázal prosadit proti Andreasi Aignerovi. V roce 2007 odjel Quirin Müller jednu rallye s vozem Audi Quattro .
Quirin Müller je od roku 2010 týmovým manažerem týmu MP-Sports rally jezdce Martina Prokopa, který se účastní WRC či dálkových soutěží.